# Fiat Argenta
Fiat Argenta je automobil srednje više klase, u proizvodnji od 1981. do 1985. Ujedno i posljednji Fiatov model s pogonom na stražnje kotače.

## Pozadina
Krajem sedamdesetih godina, model Fiat 132 (u proizvodnji od 1972.) je prilično ostario, što predstavlja značajan problem tvrtki, koja se iz tog razloga odlučuje 1981. na uvođenje modela Fiat Argenta.
U to vrijeme je glavnina novčanih sredstava usmjerena u razvoj novog modela B-segmenta, (budući Fiat Uno) jer se model Fiat 127 zbog promjene carinske politike našao na udaru oštre konkurencije, što je rezultiralo usporavanje razvoja potpuno novog modela više srednje klase. Iz tog razloga se odlučuju na značajniji redizajn modela Fiat 132, pri čemu nisu dirali u osnovnu strukturu modela (krov,instrumentna ploča,vrata). Redizajnirani su prednji i stražnji dio automobila. Nakon postupka uljepšavanja na automobilu dominiraju pravokutni oblici, uočava se mnogo plastike (branici, zašita na vratima), a kroz sve to je izvučena kromirana traka uokolo automobila. Unutrašnjost automobila je potpuno obnovljena, korišteni su novi materijali u svježim tonovima. Tako je model Fiat 132 u potpunosti obnovljen, ali tehnički nije bio svjež s motorom položenim uzdužno, te s pogonom na stražnje kotače.
Nova limuzina je dobila ime "srebrna" (kako je istaknuto u čast Argenta Campello, najmlađe kći Mario Sale Agnelli), a ponuđena je sa sljedećim pogonskim strojevima: 1585ccm,98KS; 1995ccm,113KS; 1995ccm,122KS; i 2499ccm diesel 72KS. Primjerci s dizelskim motorom se razlikuju po izbočenju na poklopcu motora.
Usprkos raskošnoj serijskoj opremi (servo upravljač, "ček-kontrol", nasloni za glavu na stražnjim naslonima, električnim podizačima bočnih stakala, odgoda gašenja svijetla u unutrašnjosti vozila) nova Fiatova limuzina nije ostvarila željeni odjek, a i nije se baš najbolje pokazala u uvjetima mokrog i kliskog kolnika, kao i s neekonomičnošću pogonskih strojeva.
1983.g. model proživljava "fejslifting" - sada su branici i obloge vrata od polusjajne plastike, nešto promijenjenog oblika, a nema više ni kromirane trake koja je bila položena uz gornji rub obloge vrata i branika. Na prednjoj maski je novi logo (pet kosih crta). Navedene promjene su učinile da automobil djeluje mnogo ekstravagantnije, ali se zbog stilske osnove modela "Fiat 132" nije moglo prikriti dob modela. Tada je uveden i turbodizelski pogonski stroj, koji je Fiatu toliko nedostajao. Sada su u ponudi modeli s oznakama: 100(1,6l 98KS), 110(2,0l 113KS), 120i.e.(2,0l 122KS), D(2,5l 72KS) i turboD |(2,5l 90KS).
1984. je uveden model "VX", (2.0l 136KS) s volumetrijskim kompresorom. To su bili sve zakašnjeli potezi da bi značajno pomogli modelu koji je u svojoj osnovi zastario. 1985. godine se obustavlja proizvodnja modela Argenta, koji je zamijenjen modelom Fiat Croma krajem 1985. godine.

## Pogonski strojevi

### 1981. – 1983.
Argenta je prilikom izlaska na tržište 1981. imala izbor od 4 pogonska stroja (ovisno o tržištu)
- 1,6 litarski benzinac 96 ks (72 kW) 1585 cc
- 2,0 litarski benzinac 113 ks (84 kW) 1995 cc
- 2,0 litarski benzinac s Bosch L-jetronic ubrizgavanje 122 ks (91 kW) 1995 cc
- 2,5 litarski diesel 75 ks (56 kW) 2435 cc

### 1983. – 1985.
U obnovljenom izdanju dolaze dva nova motora: turbo-diesel 2,5L 90 hp (67 kW), i Argenta VX motor s volumetrijskim kompresorom koji je imao snagu od 135ks (101 kW).

## Boje
Prva serija (81-83)
- 224 bianco/bijela
- 533 beig daino/karamela
- 413 azzurrit/plava
- 438 lord plava/tamno plava
- 512 bež champagne metalic
- 732 marrone bruciato metalic
- 400 azzuro plava metalic
- 620 aluminio metalic